# Тацуго
Тацуго (яп. 龍郷町 Тацуго:-тё:) — посёлок в Японии, находящийся в уезде Осима округа Осима префектуры Кагосима. Площадь посёлка составляет 82,08 км², население — 5885 человек (1 августа 2014), плотность населения — 71,70 чел./км².

## Географическое положение
Посёлок расположен на острове Амамиосима в префектуре Кагосима региона Кюсю. С ним граничит город Амами.

## Население
Население посёлка составляет 5885 человек (1 августа 2014), а плотность — 71,70 чел./км². Изменение численности населения с 1980 по 2005 годы:
| 1980 | 6136 чел. |  |
| 1985 | 6183 чел. |  |
| 1990 | 5967 чел. |  |
| 1995 | 5889 чел. |  |
| 2000 | 6002 чел. |  |
| 2005 | 6002 чел. |  |

## Символика
Деревом посёлка считается сосна, цветком — Cerasus campanulata.